# 여당수
"여당수"(Yeodangsu)는 한국에서 제작된 황풍 감독의 1972년 영화이다. 오경하 등이 주연으로 출연하였고 신상옥 등이 제작에 참여하였다.

## 출연

### 주연
- 오경하
- 짱위